# Piet Bester
Pour les articles homonymes, voir Bester.
Pas d'image ? Cliquez ici

a Compétitions nationales et continentales officielles uniquement.

b Matchs officiels uniquement.
Dernière mise à jour le 9 mai 2025.
Piet Bester, né le 28 septembre 1961 en Afrique du Sud et mort le 11 janvier 2025 dans le même pays, est un joueur sud-africain de rugby à XV jouant au poste de pilier droit avec les Free State Cheetahs puis les Griquas en Currie Cup durant les années 1990.
Après sa carrière sportive, il devient magistrat et fermier. Il meurt assassiné dans sa ferme par l'un de ses employés en début d'année 2025.
Son frère cadet, André Bester, est également un joueur de rugby à XV.

## Biographie
Piet Bester joue durant sa jeunesse pour le club de rugby à XV des Old Greys à Bloemfontein avec qui il gagne plusieurs trophées locaux. Aussi, il participe à un match avec les Junior Boks contre les All Blacks en 1992.
Il effectue sa carrière en rugby à XV au poste de pilier droit avec les Free State Cheetahs et les Griquas en Currie Cup durant les années 1990. Il est un joueur réputé pour être très puissant et fort en mêlée fermée, malgré son poids. Il pèse en effet moins de 80 kg à ses débuts, avant de finir à plus de 95 kg,,.
Son frère André joue aussi au rugby à XV pour les Cheetahs et les Griquas, au poste de talonneur.
Après sa carrière sportive, Piet Bester devient magistrat, puis, à sa retraite, il possède une exploitation agricole près de Bloemfontein.
Le 12 janvier 2025, il est retrouvé mort, dans une marre de sang, par un des employés de son exploitation agricole. Il était alors âgé de 63 ans. La police de l'État libre, a rapidement arrêté les deux suspects de son assassinat qui s'inscrit dans la longue liste des meurtres de fermiers en Afrique du Sud, la plupart du temps blancs,,. Son tueur serait Jan Bangile Dael, l'un de ses employés, un ancien meurtrier à qui Piet Bester avait décidé de faire confiance et donner une seconde chance en lui offrant un emploi.